# Atempa, Piaxtla
Atempa är en ort i Mexiko.   Den ligger i kommunen Piaxtla och delstaten Puebla, i den sydöstra delen av landet, 170 km sydost om huvudstaden Mexico City. Atempa ligger 910 meter över havet och antalet invånare är 116.
Terrängen runt Atempa är huvudsakligen lite kuperad. Atempa ligger nere i en dal. Runt Atempa är det ganska glesbefolkat, med 29 invånare per kvadratkilometer. Närmaste större samhälle är Tulcingo de Valle, 15,3 km sydväst om Atempa. I omgivningarna runt Atempa växer huvudsakligen savannskog.